# آبراهام مایرسون
آبراهام مایرسون (انگلیسی: Abraham Myerson؛ ‏ ۲۳ نوامبر ۱۸۸۱ – ۳ سپتامبر ۱۹۴۸) روان‌پزشک، متخصص مغز و اعصاب، آسیب‌شناس و پژوهشگر اهل ایالات متحده آمریکا بود. او علاقه خاصی به مطالعهٔ نحوهٔ توارث بیماری‌های روان‌پزشکی و اختلالات عصبی داشت.
وی دانش‌اموختهٔ کالج پزشکان و جراحان دانشگاه کلمبیا و دانشکده پزشکی دانشگاه تافتس بود و مدرک دکترای پزشکی خود را در سال ۱۹۰۸ دریافت کرد. او بعدها استاد رشتهٔ روان‌پزشکی دانشکده پزشکی هاروارد شد و از اعضای فعال انجمن روان‌پزشکی آمریکا و مشاور ارشد سازمان خدمات بهداشت عمومی ایالات متحده آمریکا بود.
نشانه مایرسون به افتخار او نام‌گذاری شده است. مقدمه کتاب «روزها و شب‌های زندان» به قلم ویکتور فولکه نلسون را او نوشته است.